# Úsobský potok
Úsobský potok je levostranný přítok řeky Sázavy protékající okresy Jihlava a Havlíčkův Brod v Kraji Vysočina. Délka toku činí 20,7 km. Plocha povodí měří 54,7 km².

## Průběh toku

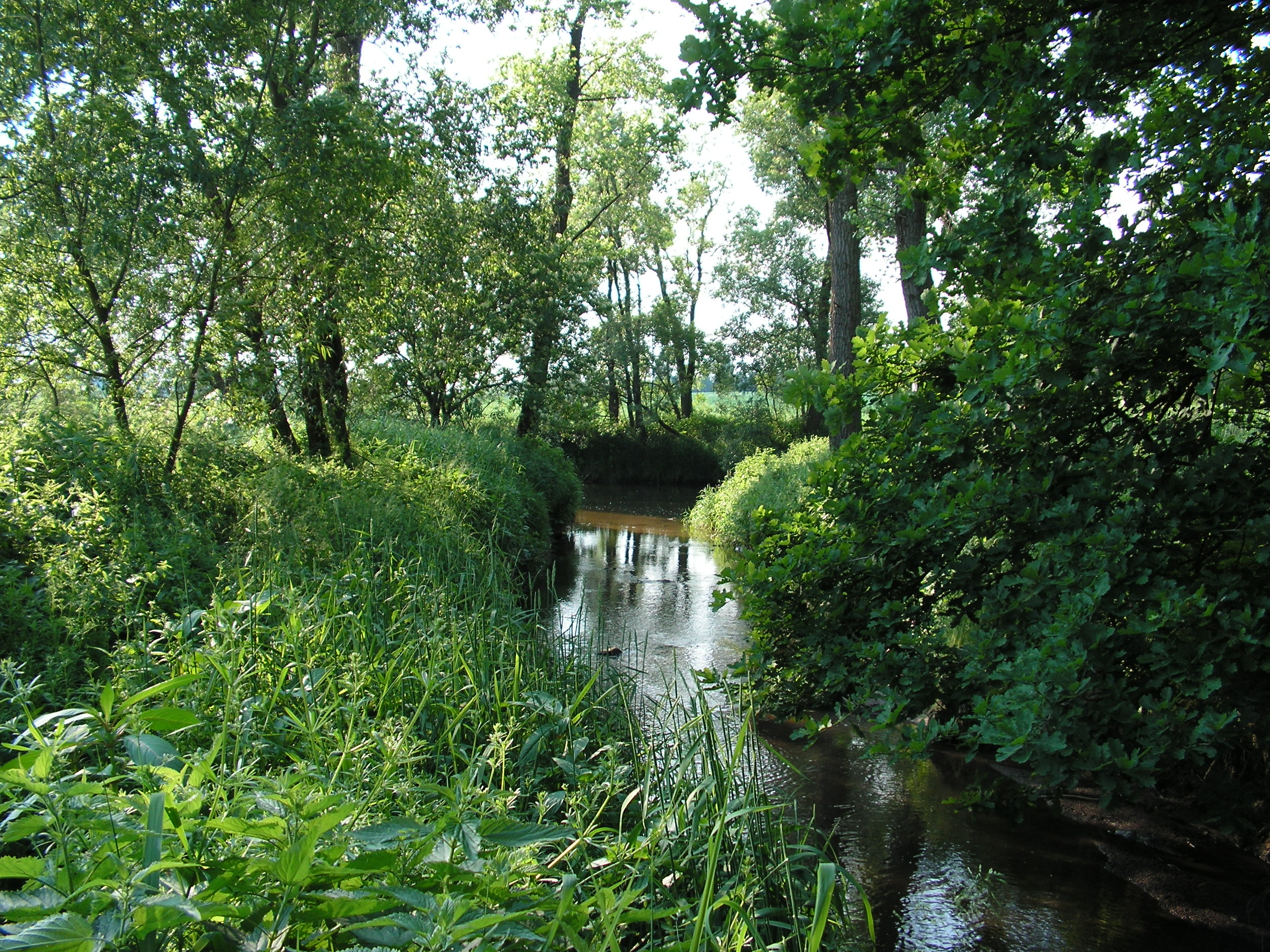
Ústí potoka do Sázavy

Potok pramení severozápadně od Větrného Jeníkova v nadmořské výšce 657 m. Na horním toku teče převážně severovýchodním směrem. U obce Zbinohy napájí velký Zbinožský rybník. Po dalším zhruba kilometru podtéká dálnici D1 a hned poté protéká okrajovou částí obce Skorkov. Níže po proudu protéká Úsobím, kde napájí tři rybníky. Odtud se potok stáčí více k severu. U Radňova vede krátce jeho údolím železniční trať č. 237, která spojuje města Havlíčkův Brod a Humpolec. V tomto úseku na 10,4 říčním kilometru přijímá zleva svůj největší přítok Nohavický potok, který přitéká od Slavníče. Severní směr si potok ponechává až k soutoku se Sázavou, do které se vlévá zleva jižně od Chlístova na jejím 156,8 říčním kilometru v nadmořské výšce 401 m.

### Větší přítoky
- Nohavický potok (hčp 1-09-01-081) je levostranný přítok, jehož délka činí 9,6 km.[3] Plocha povodí měří 18,5 km².[2] Do Úsobského potoka se vlévá na jeho 10,4 říčním kilometru.

## Vodní režim
Průměrný průtok u ústí činí 0,42 m³/s.
M-denní průtoky u ústí:
| M [dní]  | Q30  | Q60  | Q90  | Q120 | Q150 | Q180 | Q210 | Q240 | Q270 | Q300 | Q330 | Q355 | Q364 |
| -------- | ---- | ---- | ---- | ---- | ---- | ---- | ---- | ---- | ---- | ---- | ---- | ---- | ---- |
| Q [m³/s] | 1,00 | 0,66 | 0,50 | 0,39 | 0,32 | 0,26 | 0,22 | 0,18 | 0,14 | 0,11 | 0,08 | 0,06 | 0,04 |